# Triumfbåge

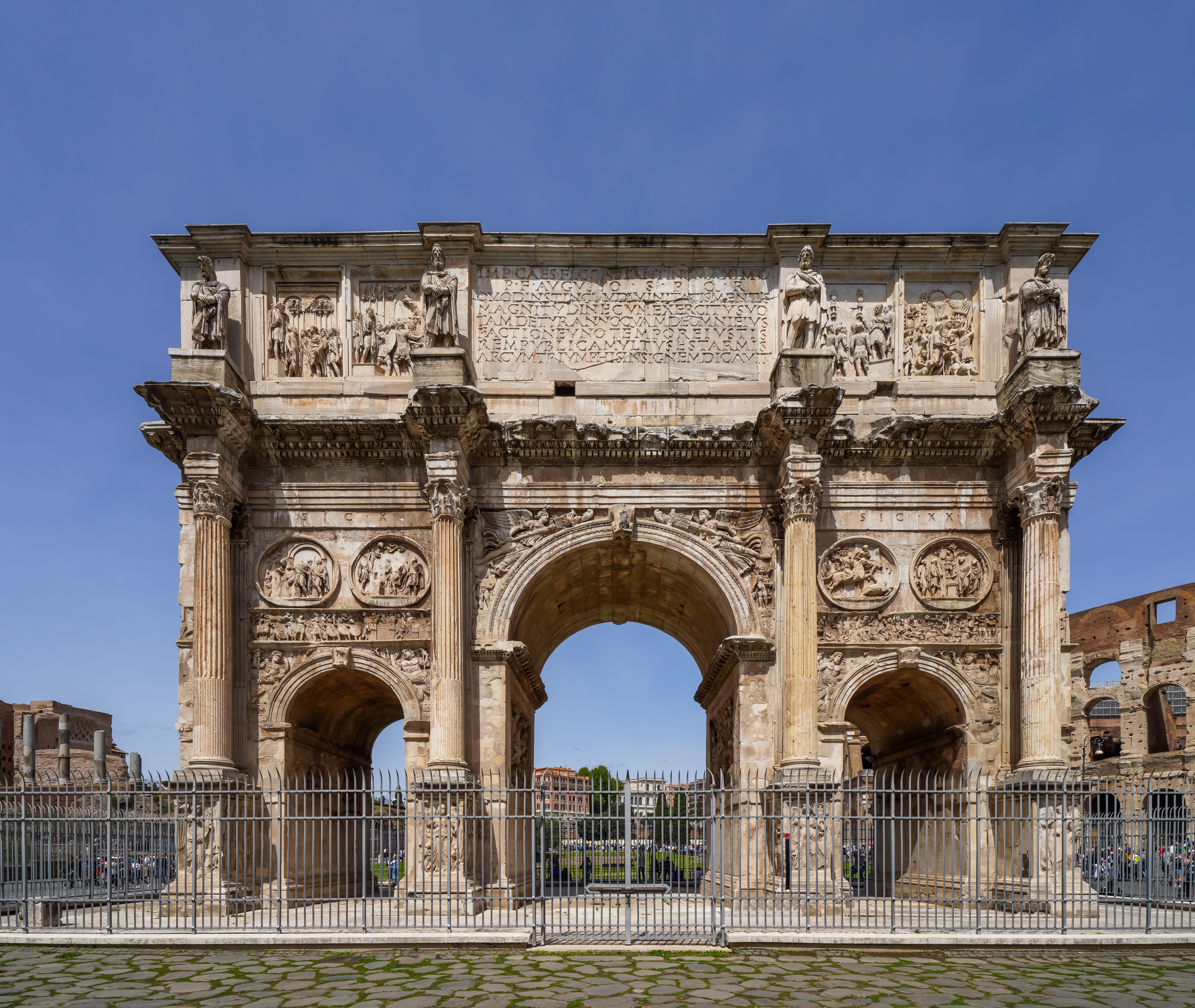
Konstantinbågen, Rom, Italien.

Triumfbågen i Paris, Frankrike.

Triumfbåge är ursprungligen ett romerskt monument som rests till segerrika härförares ära vid den romerska triumfen. Triumfbågen var vanligtvis försedd med antingen en stor valvöppning eller en stor och två mindre, en på var sida. Bågen utsmyckades med reliefer och inskriptioner som syftade på kejsarens fälttåg.

## Kända triumfbågar (urval)
- Marcus Aureliusbågen, Tripoli
- Konstantinbågen, Rom
- Septimius Severusbågen, Rom
- Titusbågen, Rom
- Trajanus triumfbåge, Benevento
- Triumfbågen, Orange
- Triumfbågen, Paris
- Triumfbågen, Pula
- Triumfbågen, Pyongyang
- Triumfbågen, Moskva
- Triumfbågen i Skopje